# Mark Bloom
Mark Bloom (* 25. November 1987 in Marietta) ist ein ehemaliger US-amerikanischer Fußballspieler auf der Position des Abwehrspielers.

## Karriere

### Jugend und Amateurfußball
Während seiner Zeit an der Berry University spielte er dort für das Collegeteam seiner Universität. Gleichzeitig spielte er aber auch in der USL Premier Development League für die Atlanta Silverbacks U-23 und die Southern California Seahorses.

### Vereinskarriere
Bloom unterzeichnete seinen ersten Profivertrag in der USSF Division 2 Professional League bei AC St. Louis. Sein Pflichtspieldebüt absolvierte er am 10. April 2010 im Spiel gegen die Carolina RailHawks. Nach einer Saison wechselte er zu den Charlotte Eagles in die United Soccer League.  Im Jahr 2013 schloss Bloom sich den Atlanta Silverbacks an, die in der North American Soccer League spielen. Während der Saison wurde er an den Toronto FC ausgeliehen. Dort konnte er überzeugen und bekam für die folgende Saison einen mehrjährigen Vertrag angeboten.
Am 13. Dezember 2016 Bloom im Austausch gegen Clint Irwin an Atlanta United gegeben.